# Мікеле Дзанутта
Мікеле Дзанутта (італ. Michele Zanutta, нар. 20 жовтня 1967, Карліно) — італійський футболіст, що грав на позиції захисника. Виступав, зокрема, за клуби «Сампдорія», «Реджяна» та «Пескара», а також юнацьку збірну Італії до 20 років.

## Клубна кар'єра
Народився 20 жовтня 1967 року в місті Карліно. Вихованець футбольної школи клубу «Сампдорія». Дорослу футбольну кар'єру розпочав 1984 року в основній команді того ж клубу, в якій провів чотири сезони, взявши участь в одному матчі чемпіонату.

Мікеле Дзанутта (стоїть перший праворуч) у складі молодіжної команди «Парми» на Турнірі Віареджо 1988 року.

Протягом 1988 року виступав за юнацьку команду «Парми», з якою став бронзовим призером Турніру Віареджо. Надалі став гравцем клубу «Реджана», до складу якого приєднався 1988 року. Відіграв за клуб з міста Реджо-нель-Емілія наступні сім сезонів своєї ігрової кар'єри, в тому числі три у Серії А. Більшість часу, проведеного у складі «Реджани», був основним гравцем захисту команди.
Протягом 1995 року захищав кольори клубу «Венеція», після чого уклав контракт з клубом «Пескара», у складі якого провів наступні шість років своєї кар'єри гравця. Граючи у складі «Пескари» також здебільшого виходив на поле в основному складі команди.
Згодом з 2001 по 2005 рік грав у складі нижчолігових команд «Джуліанова», «Франкавілла», «Санджорджина» та «Сачилезе» аж до завершення кар'єри у 2006 році.

## Виступи за збірну
1987 року дебютував у складі юнацької збірної Італії (U-20), з якою дійшов до чвертьфіналу молодіжного чемпіонату світу 1987 року у Чилі, взявши участь на турнірі у 3 іграх.

## Титули і досягнення
- Володар Кубка Італії (2):

«Сампдорія»: 1984/85, 1987/88